# Archivi di Arolsen

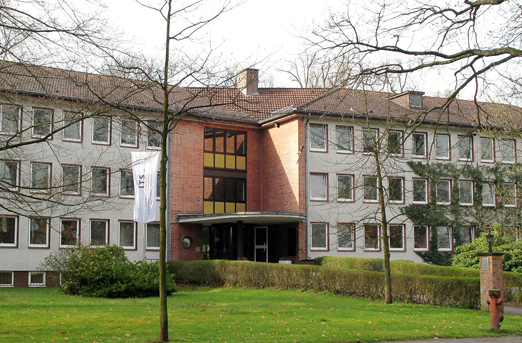
L'edificio principale del centro di documentazione

Gli Archivi di Arolsen (in tedesco e inglese Arolsen Archives, in passato noti come International Tracing Service) sono un centro internazionale di documentazione, informazione e ricerca sulla persecuzione nazista, il lavoro forzato e l'Olocausto nella Germania nazista e nelle regioni occupate, situato a Bad Arolsen in Germania. L'archivio contiene circa 30 milioni di documenti dei campi di concentramento, dettagli sul lavoro forzato e schede di persone deportate. L'ITS conserva i documenti originali e chiarisce il destino dei perseguitati dai nazisti. Gli archivi dal 2007, anche con grande soddisfazione del mondo ebraico sono accessibili ai ricercatori di tutto il mondo. Con «ventisei chilometri di scaffali, cinquanta milioni di fascicoli, mappe, disegni, grafici, quaderni, liste (anche la famosa Lista di Schindler), effetti personali, fotografie» quello di Arolsen è più grande archivio al mondo sulla deportazione nazista.
Dal 2013 l'ITS di Arolsen è stato inserito nel programma Memoria del mondo dell'UNESCO

## Storia e organizzazione dell'ITS
L'ITS fu pensata nel 1943, ovvero quando l'Allied Force Headquarters ovvero il quartier generale delle forze alleate, chiese alla sezione internazionale della Croce Rossa Britannica (British Red Cross) con sede a Londra di istituire un servizio di registrazione e rintracciamento delle persone scomparse. L'ITS sarà formalizzata invece il 15 febbraio del 1944 sotto l'egida del Supreme Headquarters Allied Expeditionary Force ovvero il quartier generale supremo delle forze di spedizione alleate (SHAEF) e sarà denominata Central Tracing Bureau. Con la guerra in atto gli uffici della Croce Rossa furono prima spostati da Londra a Versailles quindi a Francoforte sul Meno e infine a Bad Arolsen, località non solo considerata centrale tra le aree di occupazione alleata, ma anche con strutture intatte per essere occupate subito dai diversi uffici e archivi dell'ITS. Oggi, undici paesi e precisamente Germania, Stati Uniti d'America, Francia, Gran Bretagna, Grecia, Israele, Lussemburgo, Polonia, Belgio, Paesi Bassi e Italia sono responsabili della gestione di tali archivi «grazie a un Trattato internazionale concluso nel 1955 a Bonn, hanno ratificato e inviato conferma alla Germania che è depositaria del protocollo di aggiornamento concordato a Lussemburgo il 16 maggio 2006»

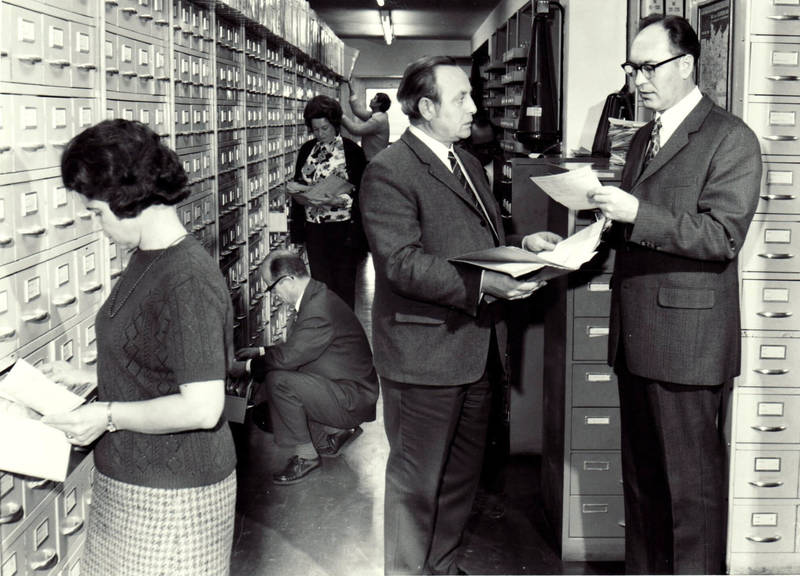
Foto storica degli archivi ITS di Arolsen nel 1970, prima della digitalizzazione dei file

### Come furono creati gli archivi
A partire dalla primavera 1945, quando gli alleati arrivarono nei campi di concentramento nazisti, trovarono molti documenti tenuti dai nazisti. Questi documenti furono portati nella città tedesca di Bad Arolsen, e dopo un primo vaglio furono smistati, «archiviati» e secretati. Nel 1955, l'International Tracing Service (ITS), fu incaricato della gestione degli archivi, in quello stesso anno fu deciso «che nessun dato che potesse danneggiare le ex vittime naziste o le loro famiglie doveva essere pubblicato» per cui l'ITS tenne tutta la documentazione inaccessibile al pubblico proprio per tutelare la privacy delle vittime, ma come risultato le informazioni provenienti da quegli archivi venivano date con il contagocce sia ai sopravvissuti che ai loro famigliari.
Queste restrizioni generarono non poche polemiche sia tra i ricercatori che tra i sopravvissuti, per cui l'ITS nel 1988 si mostrò favorevole all'accesso dei documenti dell'archivio anche a questi gruppi di persone e nel 1999 iniziò a scansionare i documenti in formato digitale, oggi i documenti dell'archivio oltre ai sopravvissuti e ai loro parenti sono accessibili anche a ricercatori e a chiunque ne faccia espressa richiesta. A maggio 2019 il centro aveva caricato circa 13 milioni di documenti rendendoli disponibili online al pubblico. Gli archivi sono attualmente in fase di digitalizzazione e trascrizione attraverso la piattaforma di crowdsourcing Zooniverse e a luglio 2020 era stato trascritto circa il 27% degli archivi.

## Stolen Memory (La Memoria rubata)
Bad Arolsen non è soltanto il più grande archivio al mondo, cartaceo e digitale, sulle persone che subirono la persecuzione nazista. Nella struttura della città tedesca sono conservati anche una minima parte dei milioni di oggetti che i nazisti razziarono alle loro vittime. Questi oggetti che comprendono preziosi, fedi nuziali, orologi, foto e lettere, ammontano a circa 3000 e sono conservati dall'ITS con lo scopo di restituirli ai legittimi proprietari o ai loro eredi, restituzione che fino ad oggi è stata già fatta in più di 300 casi.